# Pilar Marcos Domínguez
Pilar Marcos Domínguez (Madrid, 22 de mayo de 1962) es una política española, diputada por Madrid en el Congreso durante la X, XII y XIV legislaturas.

## Biografía
Estudió en la Universidad Autónoma de Madrid, donde se licenció en Ciencias Económicas y obtuvo un máster en Periodismo. Además, es diplomada por el IESE Business School. Entre 1985 y 1987 ejerció como profesora ayudante de Teoría Económica en la Universidad de Alcalá de Henares. En 1988 accedió al diario El País, donde trabajó como periodista hasta 2006. Desde ese año y hasta 2012 ocupó el cargo de Directora de Publicaciones de la Fundación para el Análisis y los Estudios Sociales (FAES) y en 2012 fue Coordinadora General de Estudios de la Ciudad de Madrid.
Fue candidata en la lista del Partido Popular por Madrid con motivo de las elecciones generales de noviembre de 2011 pero su vigésimo quinta posición no le permitió entrar al Congreso de los Diputados. Sin embargo, la renuncia de Santiago Cervera en diciembre de 2012 provocó su entrada en el Congreso.
Formó parte nuevamente de las listas para las elecciones de diciembre de 2015 pero debido a los resultados no fue reelegida. Tras las elecciones de 2016 no obtuvo escaño pero la dimisión de Carmen Álvarez-Arenas el 18 de septiembre de 2017 le permitió volver a entrar en el Congreso de los Diputados.